# Podział administracyjny Kościoła katolickiego w Paragwaju
Podział administracyjny Kościoła katolickiego w Paragwaju – w ramach Kościoła katolickiego w Paragwaju funkcjonuje obecnie jedna metropolia, w której skład wchodzi jedna archidiecezja i trzynaście diecezji. Ponadto istnieją dwa wikariaty apostolskie i wojskowy ordynariat polowy podlegające bezpośrednio do Rzymu. 
Jednostki administracyjne Kościoła katolickiego obrządku łacińskiego w Paragwaju:

## Metropolia Asunción
- Archidiecezja Asunción
  - Diecezja Benjamín Aceval
  - Diecezja Caacupé
  - Diecezja Caazapá
  - Diecezja Canindeyú
  - Diecezja Carapeguá
  - Diecezja Ciudad del Este
  - Diecezja Concepción en Paraguay
  - Diecezja Coronel Oviedo
  - Diecezja Encarnación
  - Diecezja San Juan Bautista de las Misiones
  - Diecezja San Lorenzo
  - Diecezja San Pedro
  - Diecezja Villarrica del Espíritu Santo

## Jednostki terytorialne podległebezpośredniodoRzymu
- Ordynariat Polowy Paragwaju
- Wikariat apostolski Pilcomayo
- Wikariat apostolski Chaco Paraguayo